# 住宅ローン
住宅ローン（じゅうたくローン、housing loan、mortgage）は、「本人及びその家族」または「本人の家族」が居住するための住宅及びそれに付随する土地（一戸建て、マンション）を購入、新築、増築、改築、既存住宅ローンの借り換えなどを行うために金融機関から受ける融資（ローン）である。

## 概要
日本では徐々に上昇した物価および地価により、現在の持家購入費用は、立地・延べ床面積・新築か中古かなど条件が異なるが数百万〜億円単位と、国民の平均年収を大幅に超えるものが普通である。
住宅ローンはその購入資金を対象に融資を行う商品であり、金利は低く抑えられ、返済期間の多くは35年までと長いのが特徴である。返済期間を長期とすることで毎月の返済額を低減し、30歳前後のサラリーマン世帯において定年退職時まで月収の範囲内で返済を続けて行くことで、高額な持家の取得が容易となった。
住宅ローンを取り扱う会社としては、普通銀行・信託銀行・信用金庫・JAバンク・労働金庫など民間の預金取扱金融機関が主流である（ゆうちょ銀行では現状取り扱いが行われていない）。その他、長期資金の運用手段として国内資本の生命保険会社（日本生命保険など）や、ジャックスなど信販会社、住信ローン&ファイナンスなど不動産担保融資に特化したノンバンク、現存する住宅金融専門会社である協同住宅ローンなど銀行以外でも取り扱われている（以上、総称して「取扱会社」とする）。
売買契約時に現金で支払う手付金（住宅価格の5%～10％の現金）はローンに含めることができないことが一般的である。
2001年には、米国で先行していた住宅ローン債権をMBSで証券化し、機関投資家へ売却することで融資資金を調達する新しい形態のモーゲージローン専業会社として、ソフトバンクファイナンス（当時）により「グッド住宅ローン（現：ARUHI）」が創業。2003年に住宅金融支援機構が同様のスキームで円滑な資金供給を行う「証券化支援事業（フラット35）」が登場し、それの取扱いに特化したモーゲージローン専業会社が複数設立されている（積水ハウス系の日本住宅ローンなど）。また、既存の預金取扱金融機関においても、従来の住宅金融公庫融資の後継として、自前の住宅ローンと並行して取り扱っている場合も多い。
なお、「フラット35」「フラット50」を利用した住宅購入資金の融資については、フラット35を併せて参照のこと。

## 貸出条件
住宅ローンの貸出条件としては、融資を受ける借り手（債務者）本人に安定した収入（給与、事業所得など）があり、銀行等が指定した信用保証会社が貸し手に対して連帯保証を承諾し、債務保証委託契約を締結させる事を最低限の条件としている事が一般的である（但し、福利厚生での融資や住宅金融支援機構、ネット銀行などの融資では保証会社を使わない場合もある）。保証会社を伴わずに銀行が直接融資する住宅ローンは特にプロパーローンと言われる。
取扱会社によって、貸出金額・年齢・年収・勤続年数・頭金・団体信用生命保険加入などの制約・条件を個別に設けている。申込の目安はパンフレットや商品説明書等で公表されているが、細部の審査基準は他のローンやクレジットカードと同じく内規事項であり非公表である。住宅ローンの対象となる購入不動産の登記には取扱金融機関・住宅金融支援機構あるいは保証会社を第一順位とする抵当権設定登記がされる。
銀行等で申し込みを行った場合、信用保証会社あるいは取扱金融機関が債務者個人の信用と購入予定住宅の担保評価額など融資に関する審査を主体的に行うため、年収などの条件や、信用情報上のクレジットヒストリー（他社債務残高や延滞等）に問題が有った場合は謝絶（否決）される場合もある。保証委託契約が伴うローンでは保証会社の審査基準を満たした場合に銀行等へ連帯保証を受諾する旨を回答するため、銀行側の仮審査が可決となった場合でも保証会社側の審査結果が優先される。
住宅購入に際して融資を受ける場合は、審査可決後、物件の一般的に引き渡し時に金銭消費貸借契約書を金融機関と交わし、融資金を返済口座への振込で受け取り、即座にその資金を事前に指定した売主の銀行口座へ振り込む。

### 金利
完済するまで取扱会社が定めた期間（半年毎など）金利が変動（連動）する変動金利型と、貸出時の金利が完済時まで固定される全期間固定金利型、貸出から一定期間（2年-10年間など）のみ当初の固定金利となり、期間経過後はその時点での固定あるいは変動金利に変更される固定期間選択型や固定金利特約型などがある。
- 変動金利型は、短期プライムレートに連動するものが主流で（かつては長期プライムレートが主流）、ゼロ金利により低金利下である場合は利息負担が固定金利型と比べて大幅に抑えられるメリットがあるが、短期間で貸出金利が見直されるため、インフレーションや通貨政策により将来金利が上昇した場合は利息負担が倍増するリスク（金利上昇リスク）がある。また、将来の金利が確定していない為、最終的な利息額は完済するまで判明しない。
- 全期間固定金利型は、変動金利型で起きうる金利上昇リスクを貸し手が負うため、将来金利上昇が起きた場合でも借り手側の利息額は変動せず、完済するまでの利息負担額が確定しているメリットがある。ただし、固定期間に応じて変動金利に数パーセント上乗せした利率であり、貸出当初の金利のままで長期間推移したり、金利の低下が見られた場合は、変動金利に対して上乗せされた利率分、多く利息負担をすることになり損を被る事になる。
- 固定期間選択型は、貸出当初の一定期間が固定金利となるため、金利上昇局面であり、将来的に金利が下がる場合（例えば、2006年3月のゼロ金利解禁-2009年のゼロ金利復活までの約3年間など）の上昇リスクについてカバーできるが、金利が低下する場合は全期間固定金利型と同様のデメリットが生じる。

取扱会社によってはその他の金利ルールや、総融資額の内訳で契約を分割し（例:2000万円と1000万円）固定と変動のタイプや返済期間を組み合わせる（ミックスする）ことが可能な住宅ローン商品も存在する。
償還期間が長期にわたるため、一般的に利用される元利均等返済の場合、返済初期の利息負担が大きくなっている。そのため、資金に余裕がある場合には、増額返済して元金を減らすこと（繰上返済）で利息負担を軽減することができる。

### 保証会社・保証料
住宅ローンの場合には「所定の保証会社」の保証が求められる場合が多い。万一返済できなくなった場合には、保証会社が借入れした本人に代わって金融機関に残りの債務を全額返済してくれる、という仕組みであり、金融機関にとっては、個人から返済をしてもらうよりも迅速に債権を回収することが可能となる。また、保証会社に保証をしてもらうためには、保証料が別途必要となる。保証料は、一括で前払いする場合と、金利に保証料率を上乗せして償還していく方法がある。金融機関によっては、審査により人によって保証料（または率）が異なる場合があるので注意が必要である。

### 借入可能額
住宅ローンの借入可能額（融資額）は、金融機関ごとの審査によって決定される。住宅購入の検討時には、いくらぐらいの物件が購入できるか予算を想定する必要があるため、年収倍率という指標が試算に使われることが多い。年収倍率とは、「自身の年収の何倍までの借入が可能か？」という指標で、借入可能額÷年収で求められる。
年収倍率は一般的に5倍程度が会社員にとって買いやすい状況であるが、住宅金融支援機構のフラット35利用者2019年調査データでは、「土地付注文住宅」の全国の平均年収倍率が7.3倍。新築マンションが7.1倍、販売住宅が6.7倍、注文住宅が6.5倍、中古マンションが5.8倍、中古戸建が5.5倍になっており、いずれも
5倍を超えている。
このほか、年間の返済総額（元金＋利息）が年収に占める割合を表す「返済比率」も使われる。返済比率はおおむね25%～35%が上限とされるが、40％を超える返済比率だと一般的に「身の丈に合わない家」となる。

### 返済が滞った場合
失職などでローンの返済が長期間滞った場合や自己破産を申請した場合、借り手の連帯保証人である信用保証会社は貸し手である銀行等の求めに応じて代位弁済を行い、抵当権を行使して権利移転を行い、立ち退きを求める場合が多い。しかしながら、この時点では売却は行われていないため、保証会社が不動産業者へ売却した金額が残債務に満たなかった場合、ノンリコースローンでは無い限り、その差額の返済を保証会社に対して行わなければならない。このような場合では借り手が多大な不利益を被るため、返済が困難になった場合は早期に貸し手と相談し、任意売却などの検討を行うべきである。なお、団体信用生命保険が付帯されている場合で不慮の死亡または高度障害となった場合は、そこから支払われる保険金で全額弁済となるため、遺族への負担は生じない。
近年では2008年の世界金融危機発生以来、失業率が上昇したことでやむなく自宅を手放ざるを得なくなった者が発生することになったが、2009年の鳩山由紀夫内閣で就任した亀井静香金融・郵政改革担当相の肝煎りで同年12月に施行した「中小企業金融円滑化法（所謂モラトリアム法）」において、個人の住宅ローン債権の返済期間の延長による月々の返済金の減額など、貸し手に対して要請があれば応じるように盛り込ませている。
二重ローン問題対策として、2011年の東日本大震災の影響により返済が困難になった被災者を対象とした「個人債務者の私的整理に関するガイドライン」（被災ローン減免制度）が同年8月22日より運用開始されている。また、恒久措置版として2015年9月2日以降に発生した災害救助法の適用を受けた自然災害を対象とした「自然災害による被災者の債務整理に関するガイドライン」が運用開始されている。ガイドラインによって、当該自然災害の影響により債務の返済が困難になった個人が、一定の財産を手元に残したうえで債務の減免を受けることが可能となり、信用情報機関に債務整理の情報（いわゆる「ブラックリスト」）が登録されないこととなっている。

## 関連するローン

### つなぎローン
住宅ローンは基本的に物件が竣工済みとなる引き渡し時に融資実行されるものであり、未竣工の新築一戸建て住宅（注文住宅、いわゆる上物）や土台となる土地・建築条件付土地を購入する場合は、建主・売主であるハウスメーカーや不動産会社に対して、注文・購入代金の一部を「土地購入費用」「着工金」「中間金」などの名目で竣工までに先払いする必要がある。また、フラット35を利用する場合は融資実行日が決められており（月間10日間程度）、引渡し日が融資実行日よりも先になる場合は売主に購入代金と諸費用の支払が必要となる。このような住宅ローン実行前に必要となる購入代金について、住宅ローンの融資実行（本審査）が確定されていることを条件に、銀行や提携のノンバンクが「つなぎ資金」として必要費用を短期間融資するものである。つなぎローンの返済は、住宅ローンやフラット35の融資金から充当し一括返済となる。なお、つなぎローンの利用にあたっては契約時の印紙税や利息が別途発生する。

### 借り換えローン
住宅ローンを返済中で有る者が、利息の低減や返済期間の延長などを狙いに、有利な条件の住宅ローンへ組み直しを図る形態の住宅ローンである。申込時の担保価値を基に貸付可能額を審査するケースが多く、審査結果によっては全額の借り換えが出来ない場合もある。

### 住み替えローン
住宅ローンを返済している現居住地を転居により売却し、その売却金額が住宅ローン残債に満たなかった（不足した）場合、その不足金額と新居の購入資金を合算した金額（現居住地の当初の融資額までの範囲内としている場合が多い）で住宅ローンを組む事で、住宅ローンの一本化と返済期間の延長を図る事が可能な住宅ローンである。

### 諸費用ローン
住宅購入時およびローン借入時に発生する、購入価格以外の「諸費用」である不動産取得税などの税金・保証会社へ支払う保証料・登記費用（抵当権設定費用）・新築マンション購入時の修繕積立金・中古住宅購入時の仲介手数料などを融資する商品。基本的に住宅ローンでは諸費用については融資の対象外としており、自己資金で賄うか諸費用ローンを使う事になる。また諸費用ローンが存在しない金融機関もある。取扱金融機関によって住宅ローンとセットにした有担保型と無担保型があり、金利は住宅ローンよりも高く設定される。一般的に住宅ローンとセットで契約する形態となっており単独での申込はできない。
なお、購入価格に含めることができるリフォーム費用については一般的に住宅ローンの対象となるが、住宅購入後にリフォームを行う場合はリフォームローンの範疇となる。

### セカンドハウスローン
主居住地とはしない、長期の単身赴任時など遠隔地の住宅や別荘としての不動産購入用途の住宅ローンである。貸付金利が若干高めに設定されているケースが多い。なお、余暇用途のリゾートマンションについては対象外となり、リゾート会員権の購入資金を対象としたリゾートローンやフリーローンの範疇に含まれる金融機関もある。ちなみに、フラット35においてはセカンドハウスの購入に際しても利用可能である。

### アパートローン
アパートや投資用マンションなど集合住宅一棟あるいは居室（区分所有権）を大家が購入する用途の(商業用)不動産ローンであり、入居者からの家賃収入を主な返済原資とし、完済後は大家の収益に繋がるものである（→賃貸住宅）。貸出条件（貸出額上限、金利、融資掛目、返済年数、団体信用生命保険等）は対象物件や販売形態によって様々であり、審査も一般的な実需ローンよりは比較的厳格と言われている。販売会社との提携ローン方式となっている場合が多く、一部の金融機関では区分所有型ワンルームマンションに限定したローン商品も提供されている。なお、このような不動産投資目的を偽って住宅ローンとして融資を受けたことが発覚した場合、期限の利益を喪失し一括返済を求められ、場合によっては詐欺罪に問われることがある。

### ホームエクイティローン
ホームエクィティローンは、自宅の現評価額から担保に借りている住宅ローンの残債相当を引いた残存価値（ホームエクイティ）の範囲で貸付を行うローンの事である。後述の有担保型フリーローンと異なる点は、貸し手が認めた残存価値まで貸付が受けられる点である。抵当権は住宅ローンの次（第二位）以下に設定する。

### 不動産担保ローン
不動産担保ローンは、不動産を担保にしたローンの総称。住宅ローンも不動産担保ローンの一種となる。不動産であればどのような不動産でも担保にできる可能性があり、資金使途が自由と制限のないものが多い。
有担保型証書貸付
教育ローンやフリーローン（高額医療費など使途が決まっているもの）、リフォームローン、おまとめローンを取り扱う銀行の一部においては、信用保証のみの無担保型とは別に、居住不動産を担保に組み入れて無担保型よりも低利な貸出金利で融資を受ける事が可能な場合がある。教育ローンは医学部進学や海外長期留学など、リフォームローンでは大規模な改修により著しく高額な費用を工面する必要がある場合で、無担保では貸付が困難な場合に使われる場合がある。
住宅ローンを返済中の場合は抵当権を第二位以下に設定するが、抵当権を設定するための司法書士報酬などが発生する事が多い。
有担保型カードローン
ホームエクイティローンとほぼ同義で、高額（評価額により100-1000万円）の融資極度額を設定したカードローンである。使途自由であり、1980年代-1990年代にかけて主に都市銀行が募集していた。ただし、バブル崩壊と平成不況により担保価値が下がると極度額の削減などが起こり、新規に発行は行われなくなったが、2007年頃に中央三井信託銀行が「α-Style」の募集を開始した。
リバースモーゲージ
老後の生活資金用途で借り手が設定した年齢（70-80歳まで）までの間、極度額に達するまで年金支給形式で分割融資を行うもの。融資期間が満了したり途中で死亡した時には抵当の自宅を売却することで債務を完済させ、相続資産を債務で相殺させるしくみとなっている。中央三井信託銀行や東京スター銀行などが取扱をしている。住み替えのため等の住宅ローンとして民間金融機関が融資し、住宅金融支援機構が融資保険を行うリ・バース60という商品がある。

## 公的機関による住宅融資
現在も存在する公的機関による住宅資金融資制度として、住宅金融支援機構による災害時の修繕費用や、「つみたてくん」「住宅積立郵便貯金」の利用者など対象を限定した機構融資や、財形残高の最大10倍・所要額の8割までの範囲で融資が受けられる「財形持家個人融資制度」がある。また、沖縄振興開発金融公庫による沖縄公庫住宅資金融資（住宅金融公庫融資と同等の制度であるが、所得など制約が設定されている）もある。
かつては厚生年金被保険者を対象にした年金資金運用基金による「年金住宅融資」もあったが、行政改革により2005年をもって廃止され、債権は独立行政法人福祉医療機構が承継した。

## 日本の住宅ローンの歴史
日本の住宅ローンは100年以上の歴史がある。日清戦争が終わり経済が活況を呈してくると、一般の市民の間にも建物新築の機運が高まってきた。しかし、金融機関による住宅ローンなどの制度がない中では一般市民の住宅資金は金貸しと呼ばれる個人金融業者に頼るほかはなく、個人の住宅建設、不動産売買の弊害となっていた。法人組織による不動産金融事業の必要性から、安田財閥の創設者である安田善次郎は、一般市民のための不動産金融とその付帯事業のため、1896年に東京建物を設立した。1897年に掲載された東京日日新聞（現在の毎日新聞）の紙面広告によると、返済期間は5年以上15年以内と定められており、これが日本の住宅ローンの原型と言われている。そのため、日本の住宅ローンは、銀行や公的機関ではなく不動産会社から発祥している。

### 戦前期の住宅ローン
給与所得者を対象とした近代的な住宅ローンとして、阪急電鉄の創始者である小林一三の発案で行ったものが知られている。前身の箕面有馬電気軌道（現在の阪急宝塚線）を設立した小林は、鉄道沿線の付加価値を高めるため、本業以外に、阪急百貨店などの小売業、宝塚歌劇団といった娯楽施設の設置など多角的経営に乗り出す。1907年、事前に安く仕入れた土地を、鉄道敷設によって地価を上げ、住宅地として分譲し、土地付き住宅の月賦販売を行った。土地を購入するのは資産家に限られていたが、中間層にも顧客の幅を広げることになった。この施策はシナジー効果で鉄道利用者の増加にも寄与し、成功を収めた。阪急電鉄の成功により、不動産開発事業は他の大手私鉄にも取り入れられるようになった。

### 戦後の住宅ローン

#### 預金取扱金融機関による住宅ローン
1970年代後半までは預金取扱金融機関では、現行と同一（低利・長期）の住宅ローンは殆ど開発・普及されずにいた。特に普通銀行では定期預金や国債など短期資金主体で運用しているため、融資に当たっては「流動性の原則」で金利上昇リスクがある長期融資そのものが不得意であることや、一般個人向けの融資商品として総合口座の当座貸越や無担保証書貸付は存在していたものの、個人向けのサービスは預金（貯蓄）業務が主体であった。また、銀行（リテール業務専業に近い相互銀行、信用金庫などは例外）が融資対象としていた個人は、企業の役職者や実業家、専門職、公務員などある程度の地位と安定収入がある者に限られていた。
そのため、借金を受けずに自己資金（貯蓄・財産）の範囲で購入できる物件とするか、親族らから資金援助・贈与を受けて購入するか、阪急電鉄の事例のように住宅の売主との間で私的に融資を受けて返済を行う手段しかなかった。
1970年代前半には銀行を母体に住宅ローンを提供するノンバンクとして「住宅金融専門会社」が設立されたものの、1980年代には金融システムの進展による資金調達の多様化や個人向け業務の拡大などにより、現在に通ずる預金取扱金融機関による住宅ローンが次第に拡充され、住専はバブル期には法人相手の投機性の高い不動産融資に傾斜して行く事になり、1996年に積み上がった巨額の不良債権処理問題（住専問題）を生み出すことになる。

#### 住宅金融公庫による融資
前述の事情から民間金融機関による住宅ローンが未発達であったため、持家取得推進を図るため、1950年代に日本政府の特殊法人住宅金融公庫が設立され、公庫融資が普及することになった。住宅投資政策の一環や財政投融資による潤沢な資金調達環境により、25年超の長期間固定金利で民間金融機関よりも低い貸出金利であったこと等から、預金取扱金融機関での住宅ローンが当たり前のように普及した2001年においても総貸出残高の40%余りのシェアを握っていた。しかし、公庫融資は民業を圧迫するという批判が燻りながらもあった。
2001年に小泉政権が発足すると行政改革の推進により、2007年に独立行政法人住宅金融支援機構が発足・承継され、公庫融資は実質廃止されることになった。代替策として不動産担保証券を機関投資家に売却し民間の提携業者に住宅融資資金の供給を行う、フラット35の名称で知られる「証券化支援事業」が導入された。

## アメリカの住宅ローン
アメリカでは、古くから住宅を持つことが貧困を抜け出した象徴として、（一般人にも手の届く）アメリカン・ドリームの実現の一つであると考えられており、政府も持ち家を後押しすべく、貯蓄貸付組合を支援する連邦住宅貸付銀行や、証券化を支援する連邦住宅抵当公庫、連邦住宅金融抵当公庫といった政府支援機関を設立し、全てのFDIC加盟の銀行は法令により住宅ローンを人種、出身国、宗教、性別、身体障碍、家族状況に関わらず貸し出すことを求められている（このため、返済能力を支払履歴から評価するクレジットスコアが普及している）。低所得者層へそれを行き渡らせるものとして将来的な不動産の値上がりを前提として、比較的高金利で住宅購入資金を融資する「サブプライム住宅ローン」が存在する。しかし、2006年頃から不動産の値上がりが鈍化し、返済が滞るケースが続出した。住宅ローン会社の経営が悪化していると言われ、アメリカ経済への影響が報じられている。→サブプライム住宅ローン危機を参照。
米国の住宅ローンはノンリコースローンであるとの主張がしばしばなされるが、これは不正確な表現であり、また州によっては事実に反する。アリゾナ州、カリフォルニア州などおよそ8つの州にはanti-deficiency law（不足金請求を禁止する法律）が存在し、債権者が担保物件を競売した後、代金が債権額に不足した場合、残額を債務者に請求することを厳しく制限するか、事実上困難にしている。この法律は、1930年代の大恐慌が数多くの債務者に過酷な結果をもたらしたため設けられたものである。それ以外の州では債権者は不足金判決（deficiency judgment）を得ることにより、債務者に不足金の支払を求めることができるので、その他の財産を差し押さえるなどして満足を得ることも可能である。ただ、住宅ローンの支払を滞らせるような債務者は住宅以外に見るべき財産を持たないことが多いなどの事情により、事実上そのような手続がとられないことはある。